# Beningbrough Hall
Beningbrough Hall est un grand manoir géorgien situé près du village de Beningbrough, dans le Yorkshire du Nord, en Angleterre, et surplombe la rivière Ouse.
Il présente des intérieurs baroques, des escaliers en porte-à-faux, des sculptures sur bois et des couloirs centraux qui s'étendent sur toute la longueur de la maison. Extérieurement, la maison est un manoir géorgien en briques rouges avec une grande allée menant à la façade principale et un jardin clos. La maison abrite plus de 100 portraits prêtés par la National Portrait Gallery. Il possède un restaurant, une boutique et un magasin de jardinage et est sélectionné en 2010 pour le Guardian Family Friendly Museum Award.
Le manoir est situé sur un vaste terrain et en est séparée par un exemple de ha-ha (un mur creux) pour empêcher les moutons et le bétail d'entrer dans les jardins ou dans le manoir.

## Histoire
Beningbrough Hall, situé à 10 kilomètres au nord-ouest de York, est construit en 1716 par un propriétaire terrien de York, John Bourchier III pour remplacer le modeste manoir élisabéthain de sa famille, qui a été construit en 1556 par Sir Ralph Bourchier sur son domaine. Le constructeur local William Thornton supervise la construction, mais le concepteur de Beningbrough reste un mystère ; c'est peut-être Thomas Archer (en) . Bourchier est haut shérif du Yorkshire de 1719 à 1721 et est décédé en 1736 à l'âge de 52 ans.

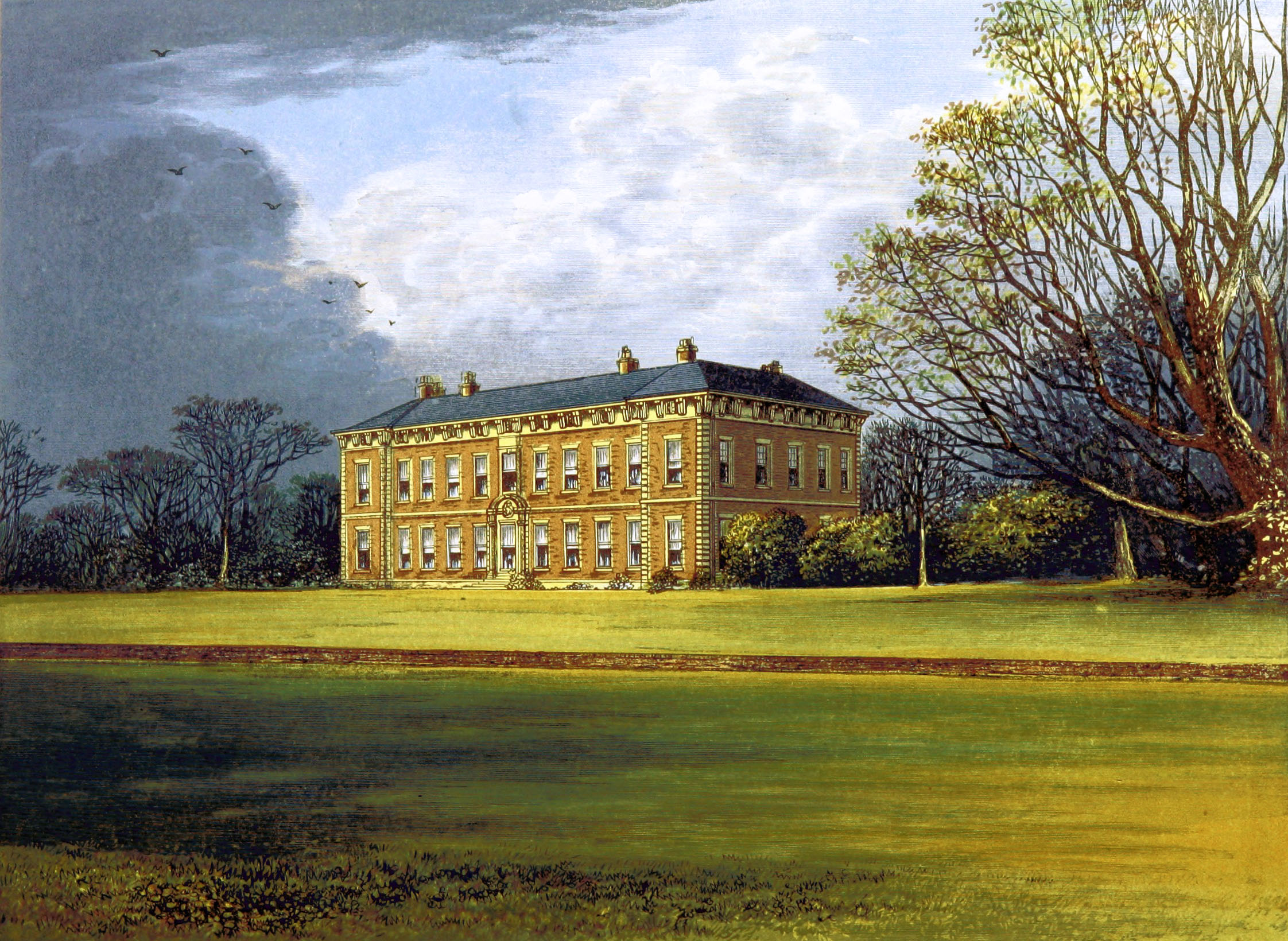
Beningbrough Hall par Alexander Francis Lydon (1880)

John Bourchier (1710-1759) hérite de son père et est haut shérif en 1749. le Manoir passe ensuite au Dr Ralph Bourchier, un médecin de 71 ans et de lui à sa fille Margaret, qui y vit pendant 70 ans. Aujourd'hui un nœud Bourchier est taillé dans une pelouse attenante à la maison.
Après plus de 100 ans en possession des Bourchier, le domaine passe en 1827 à William Dawnay (6e vicomte Downe), un parent éloigné. Il meurt en 1846 et laisse la maison à son deuxième fils, Payan, qui est le haut shérif en 1851. La maison est négligée, faisant craindre qu'elle doive être démolie. Cependant, en 1916, une riche héritière, Enid Scudamore-Stanhope, comtesse de Chesterfield, l'achète et entreprend immédiatement sa restauration, le remplissant de meubles et de peintures de sa maison ancestrale, Holme Lacy dans le Herefordshire.

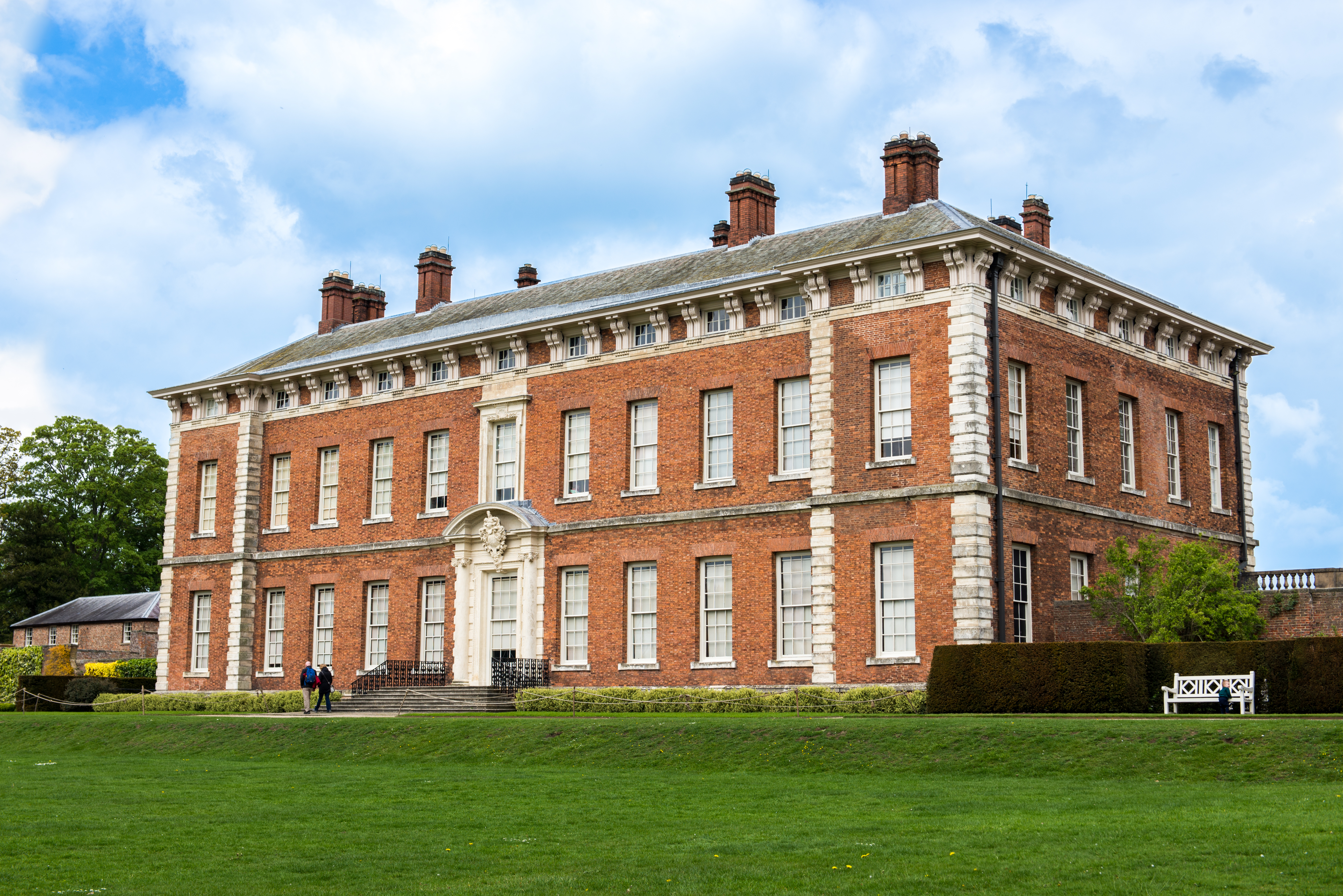
Façade arrière de Beningbrough Hall

Pendant la Seconde Guerre mondiale, le manoir est occupé par la Royal Air Force puis, plus récemment, par l'Aviation royale du Canada, lorsque sous le commandement du 6e groupe de bombardiers, ils prennent le contrôle de certaines des bases de la région (comme la RAF Linton située à proximité -sur-Ouse et RAF Leeming).
Lady Chesterfield est décédée en 1957 et en juin 1958, le domaine est acquis par le National Trust après avoir été accepté par le gouvernement en lieu et place des droits de succession pour un coût de 29 250 £. En partenariat avec la National Portrait Gallery, le manoir expose plus d'une centaine de portraits du XVIIIe siècle et compte sept nouvelles galeries d'interprétation appelées Making Faces : 18th-century Style. À l'extérieur du bâtiment principal, il y a une buanderie victorienne et un jardin clos avec des plantations de légumes, dont les produits sont utilisés par le restaurant du jardin clos.
Beningbrough Hall comprend une aire de jeux en pleine nature, un verger communautaire, une bordure à l'italienne et un magasin de jardinage. Il accueille des événements, des journées d'activités, des ateliers d'art familial et un festival annuel de gastronomie et d'artisanat.